# Memecylon kupeanum
Espèce
Memecylon kupeanum R.D.Stone, Ghogue & Cheek est une espèce de plantes à fleurs de la famille des Melastomataceae. Elle est endémique du Cameroun. 

## Étymologie
Son épithète spécifique kupeanum fait référence au mont Koupé.